# Coupe d'Amérique du Nord des rallyes
La Coupe d'Amérique du Nord des rallyes (ou NARC, ou NA(R)RA) est organisée chaque année pour désigner un champion noraméricain des rallyes entre les États-Unis d'Amérique et le Canada, par un classement des pilotes ayant participé à la fois à des épreuves du Championnat du Canada des rallyes et du Championnat des États-Unis des rallyes (SCCA ProRally de 1976 à 2004, puis Rally America à compter de 2005). Une douzaine d'épreuves sont ainsi comptabilisées chaque année, avec un ratio équivalent pour chacun des deux pays.

## Palmarès
| Année | Édition | Pilote               | Copilote         | Marque     |
| ----- | ------- | -------------------- | ---------------- | ---------- |
| 2013  | 38°     | Antoine L'Estage     | Nathalie Richard | Subaru     |
| 2012  | 37°     | Antoine L'Estage     | Nathalie Richard | Mitsubishi |
| 2011  | 36°     | Antoine L'Estage     | Nathalie Richard | Subaru     |
| 2010  | 35°     | Antoine L'Estage     | Nathalie Richard | Mitsubishi |
| 2009  | 34°     | Andrew Comrie-Picard | Nathalie Richard | Subaru     |
| 2008  | 33°     | Antoine L'Estage     | Nathalie Richard | Subaru     |
| 2007  | 32°     | Antoine L'Estage     | Nathalie Richard | Subaru     |
| 2006  | 31°     | Matthew Iorio        | Ole Holter       | Subaru     |
| 2005  | 30°     | Matthew Iorio        | Nathalie Richard | Subaru     |
| 2004  | 29°     | Patrick Richard      | Nathalie Richard | Subaru     |
| 2003  | 28°     | Tom McGeer           | Jeff Becker      | Mitsubishi |
| 2002  | 27°     | Tom McGeer           | Mark Williams    | Subaru     |
| 2001  | 26°     | Tom McGeer           | Mark Williams    | Subaru     |
| 2000  | 25°     | Karl Scheible        | Mark Williams    | Subaru     |
| 1999  | 24°     | Frank Sprongl        | Dan Sprongl      | Audi       |
| 1998  | 23°     | Carl Merrill         | Lance Smith      | Audi       |
| 1997  | 22°     | Frank Sprongl        | Dan Sprongl      | Audi       |
| 1996  | 21°     | Carl Merrill         | John Bellefleur  | Eagle      |
| 1995  | 20°     | Frank Sprongl        | Jeff Becker      | Audi       |
| 1994  | 19°     | Frank Sprongl        | Jeff Becker      | Audi       |
| 1993  | 18°     | Carl Merrill         | Jeff Becker      | Audi       |
| 1992  | 17°     | Paul Choiniere       | Jeff Becker      | Audi       |
| 1991  | 16°     | Bruno Kreibich       | Jeff Becker      | Audi       |
| 1990  | 15°     | Bruno Kreibich       | Jeff Becker      | Audi       |
| 1989  | 14°     | Paul Choiniere       | Joe Andreini     | Mazda      |
| 1988  | 13°     | Paul Choiniere       | Clark Bond       | Audi       |
| 1987  | 12°     | John Buffum          | Tom Grimshaw     | Audi       |
| 1986  | 11°     | John Buffum          | Tom Grimshaw     | Audi       |
| 1985  | 10°     | John Buffum          | Tom Grimshaw     | Toyota     |
| 1984  | 9°      | John Buffum          | Tom Grimshaw     | Audi       |
| 1983  | 8°      | John Buffum          | Doug Shepherd    | Audi       |
| 1982  | 7°      | Taisto Heinonen      | Doug Shepherd    | Datsun     |
| 1981  | 6°      | Taisto Heinonen      | Tom Burgess      | Datsun     |
| 1980  | 5°      | John Buffum          | Doug Shepherd    | Triumph    |
| 1979  | 4°      | Taisto Heinonen      | Tom Burgess      | Datsun     |
| 1978  | 3°      | John Buffum          | Doug Shepherd    | Datsun     |
| 1977  | 2°      | John Buffum          | Vicki Dykema     | Datsun     |
| 1976  | 1°      | John Buffum          | John Bellefleur  | Datsun     |